# Nolana crassulifolia
Nolana crassulifolia là loài thực vật có hoa trong họ Cà. Loài này được Poepp. mô tả khoa học đầu tiên.